# A Déli-sark dinoszauruszai
A déli-sark dinoszauruszai elsősorban a kora kréta korban, mintegy 145–100 millió évvel ezelőtt éltek, amikor Ausztrália Gondwana keleti részeként még az Antarktiszhoz kapcsolódott és Afrikától különválva dél felé sodródott. A déli kontinens nagy része a déli sarkkörön belül helyezkedett el, de az éghajlata nem hasonlított a maira. Ez egy sajátos flóra és fauna kialakulásához vezetett. A sarkvidéki Ausztrália faunájára vonatkozó ismeretek többsége a Dinosaur Cove és a Flat Rocks fosszilis csontmedreiből, Victoria államból, Délkelet-Ausztrália partjáról származik.

## Gondwana éghajlata
A kréta időszakban a Föld átlaghőmérséklete magasabb volt, mint jelenleg, így a sarkvidéki területek alkalmasabbak voltak az életre. A kora kréta kori Gondwana ősi éghajlatára többféle technika segítségével következtettek. Az egyik technika az oxigénizotópok szintjének vizsgálata a korabeli kőzetekben. Ezek alapján az éves középhőmérséklet 0°C és 8°C közé esett. Az emlős és dinoszaurusz fosszíliákhoz kapcsolódó kőzetek bizonyítékkal szolgálnak a permafrosztra, a jégékekre, valamint (a talaj alatt mozgó jég által formált) buckás talajrészekre. A permafroszt napjainkban a –2°C és 3°C közötti hőmérsékletű területekre jellemző.
A következtetésre használt másik módszer a fosszilis rekordban talált növények vizsgálata. A fosszilis rekordban a flórát a tűlevelűek, a ginkgók, a harasztok, a cikászok, a mohák és a zsurlók mellett néhány virágos növény uralta. A növények strukturális adaptációi egy hideg évszakra és 10°C körüli (az oxigénizotópos vizsgálatból származó becslésnél magasabb) éves átlaghőmérsékletre utalnak, a harasztok és a mohák jelenléte pedig esős időjárást jelez. Ausztrália kontinentális éghajlatát egy nagy, a kontinens közepéig érő beltenger módosította.
A Déli-sark körül a szárazföld és az óceán egyenlőtlen kiterjedése arra késztette az óceáni áramlatokat és az évszakos szeleket (monszunokat), hogy áthaladjanak a sarkvidéken, megakadályozva a sark körüli hideg medence kialakulását.
Ezek a tanulmányok kimutatták, hogy a kréta során nem voltak sarki jégsapkák, és hogy az erdők a Déli-sarkra is kiterjedtek, ahol az élet nyaranta virágzott. Azonban a Föld axiális dőlése miatt a déli sarkkör területe ki volt téve a sarki éjszaka, a hat hónapig eltartó napfény nélküli hideg időszak hatásának, melyet csak a legerősebb életformák élnek túl. A lakható szárazföld és a hosszú sarki éjszaka olyan ökológiai kombináció, amihez hasonló napjainkban nem fordul elő.

## Gondwana ősi faunája

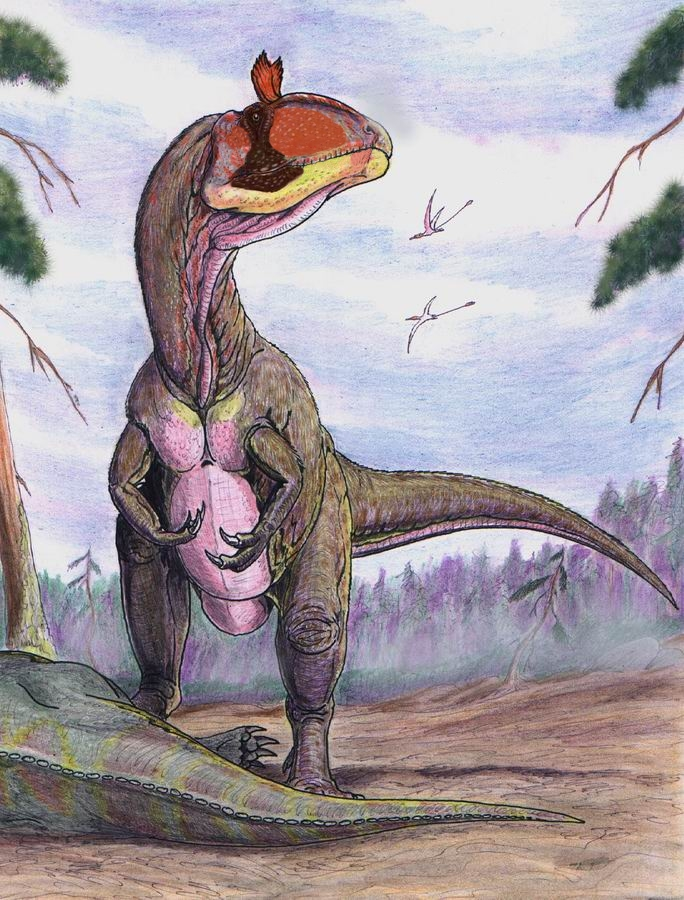
A Cryolophosaurus művészi rekonstrukciója

Ahogy napjainkban Ausztrália, egykor Gondwana is sok endemikus állat számára adott otthont, melyek között kihalt kréta időszaki családok reliktum fajai, például a Koolasuchushoz hasonló óriás labyrinthodontia kétéltűek is előfordultak. Az elképzelés szerint azért maradtak fenn Gondwana területén, mert túlélték a hideg telet, ami vetélytársaik, a krokodilok számára túl hideg lehetett.
Emlősök, köztük kloákások és feltételezett méhlepényesek fosszíliáira, valamint pteroszauruszok töredékes maradványaira is rátaláltak. A plezioszauruszok (hosszú nyakú halevő hüllők) fogai is előkerültek, azt jelezve, hogy e csoport tagjai Gondwana folyóiban éltek.
A dinoszauruszok fosszíliái ritkán fordulnak elő Ausztráliában, de Victoria állam üledékei között olyan jura időszaki dinoszauruszok maradványai találhatók, mint az Allosaurus egyik rokona, valamint az ornithomimosaurusok, az ankylosaurusok és a legelterjedtebb csoport, a Hypsilophodontidák. A hypsilophodontidák fontos bizonyítékkal szolgálnak a sarki körülmények között élő dinoszauruszok szokásaira vonatkozóan; nagy szemük és az agyüregükről készült öntvények alapján nagy optikai lebenyük volt, ami éles éjszakai látásra utal, és azt jelzi, hogy a hypsilophodontidák a sarkvidék közelében élhettek az év nagy részében, ha nem egészében, beleértve a hosszú sarki éjszaka heteit vagy hónapjait is.
1991-ben az őslénykutatók az Antarktiszon felfedeztek egy korábban ismeretlen nagyméretű theropodát, a Cryolophosaurus elliotit, amely az első ezen a kontinensen felfedezett dinoszauruszfaj volt.

## K-T esemény utáni dinoszauruszok?
Abból adódóan, hogy a dinoszauruszok és a többi kréta időszaki fauna tagjai jól adaptálódtak a hosszú időn át tartó sötétséghez és a hideg időhöz, felvetődött, hogy ez a közösség talán túlélte a madarak közé nem tartozó dinoszauruszokat és sok más állatot világszerte kipusztító kréta–tercier kihalási eseményt. Napjainkban ez pusztán feltevés, de Ausztrália bizonyulhat a legalkalmasabb helynek az esetlegesen a kréta időszak után élt nem madár dinoszauruszok fosszíliáinak keresése során.
„A szibériai partok közelében levő szigeteken a történelmi idők kezdetéig fennmaradt törpe mamutokról szóló ezévi beszámolók erősítik ezt az elméletet. Ha létezett egy hasonló menedék, ahol a dinoszauruszok túlélhették a fajtájuk többi részét, akkor az szerintünk a sarkvidéki Gondwana lehetett, a hozzá tartozó Délkelet-Ausztráliával együtt.”
Bár kisebb dinoszaurusz fosszíliák (fogak, csontdarabok) találhatók a K-T határ utáni kőzetekben is, azok valószínűleg a mezozoikumi lerakódásokból az erózió miatt ismét felszínre került maradványok, illetve olyan kövületek, amelyek a kréta-tercier esemény során elpusztult állatoktól származnak, és később mosódtak bele egy tó vagy tenger vízébe.

## Fordítás
- Ez a szócikk részben vagy egészben a South Polar dinosaurs című angol Wikipédia-szócikk ezen változatának fordításán alapul.  Az eredeti cikk szerkesztőit annak laptörténete sorolja fel. Ez a jelzés csupán a megfogalmazás eredetét és a szerzői jogokat jelzi, nem szolgál a cikkben szereplő információk forrásmegjelöléseként.